# Teatro de la Reina (Versalles)
El Teatro de la Reina es un pequeño teatro privado francés del siglo XVIII construido para la reina María Antonieta, entre junio de 1778 y julio de 1779, por el arquitecto Richard Mique, entonces premier architecte du Roi. Está ubicado en el complejo Pequeño Trianon, en el parque del castillo de Versalles, escondido entre los nogales del Jardín francés y los altos árboles del Jardín alpino. El exterior muy simple del edificio contrasta con la decoración interior muy sofisticada, tapizada en seda y terciopelo azul con esculturas doradas. Fue inaugurado en 1780, diez años después de la apertura del "Grand théâtre", como se llamaba la Ópera real de Versalles.
Este pequeño teatro era un lugar secreto para la reina, lejos de la corte de Versalles y sus problemas. La misma reina actuaba, junto con la compañía de sus amigos cercanos, en memoria de su pasión por el teatro y la declamación que había cultivado desde que era una niña. Los autores de moda eran puestos en escena, algunos de los cuales (como Pierre-Augustin de Beaumarchais) están prohibidos en la corte. El escenario, dos veces el tamaño de la sala, y la maquinaria teatral —compleja y vanguardista— son obra de Boullet, un maquinista de la Ópera de París.
El teatro de Trianón, considerado sin valor, se salvó de la Revolución Francesa. Varias reinas y emperadores, como María Luisa, María Amelia y Eugenia, utilizaron durante el siglo XIX este lugar, considerado de alguna manera de prerrogativa femenina. Adjunto al museo, es muy poco visitado y, aparte de algunas campañas de restauración, ha permanecido intacto hasta el día de hoy, incluida su maquinaria, que es un ejemplo casi único.

## Historia
María Antonieta tenía una pasión por el teatro, muy extendida en la alta sociedad francesa. Antes de ella, Luis XIV también había sido un hombre apasionado que no se negó a sí mismo el placer de ser salir a escena. Madame de Pompadour continuó la tradición y se convirtió en la vedette de los espectáculos, reservados para unos pocos privilegiados y que se daban al pie de la escalera de los embajadores. María Antonieta, en gran secreto, también había formado una pequeña compañía que constaba de algunos de sus parientes, quienes disfrutaban tocando en alguna sala del entresuelo las mejores piezas del repertorio de la Comédie-Française. Esto le recordaba a los cursos de dicción que su madre María Teresa I de Austria le había hecho seguir para mejorar su pronunciación francesa. Una vez reina, Luis XVI le encargó dirigir la programación del teatro de la corte, que adaptó al gusto contemporáneo.
La Ópera real de Versalles era un teatro de la corte, donde se recitaba únicamente en las circunstancias más solemnes; por el contrario, el «teatro de la sociedad», que existía en las residencias burguesas de muchos países, estaba destinado a amigos y familiares, que se dedicaban a la obra teatral. En abril de 1775, la reina tenía un teatro temporal con un vestidor, una sala semicircular, un proscenio y un escenario en la galería del Grand Trianon. En agosto de 1775, se representaron La Belle Femme y Duel Comique. Sin embargo, la reina no estaba satisfecha con esta instalación y en la primavera siguiente movió las estructuras al invernadero del Pequeño Trianón. Aquí se celebró el 23 de julio una representación a la que asistieron el rey, sus hermanos, María, condesa de Provenza y las Mesdames de Francia. Contribuyeron en la actuación la Comédie-Française y la Comédie Italienne.

## El teatro y la compañía de la reina

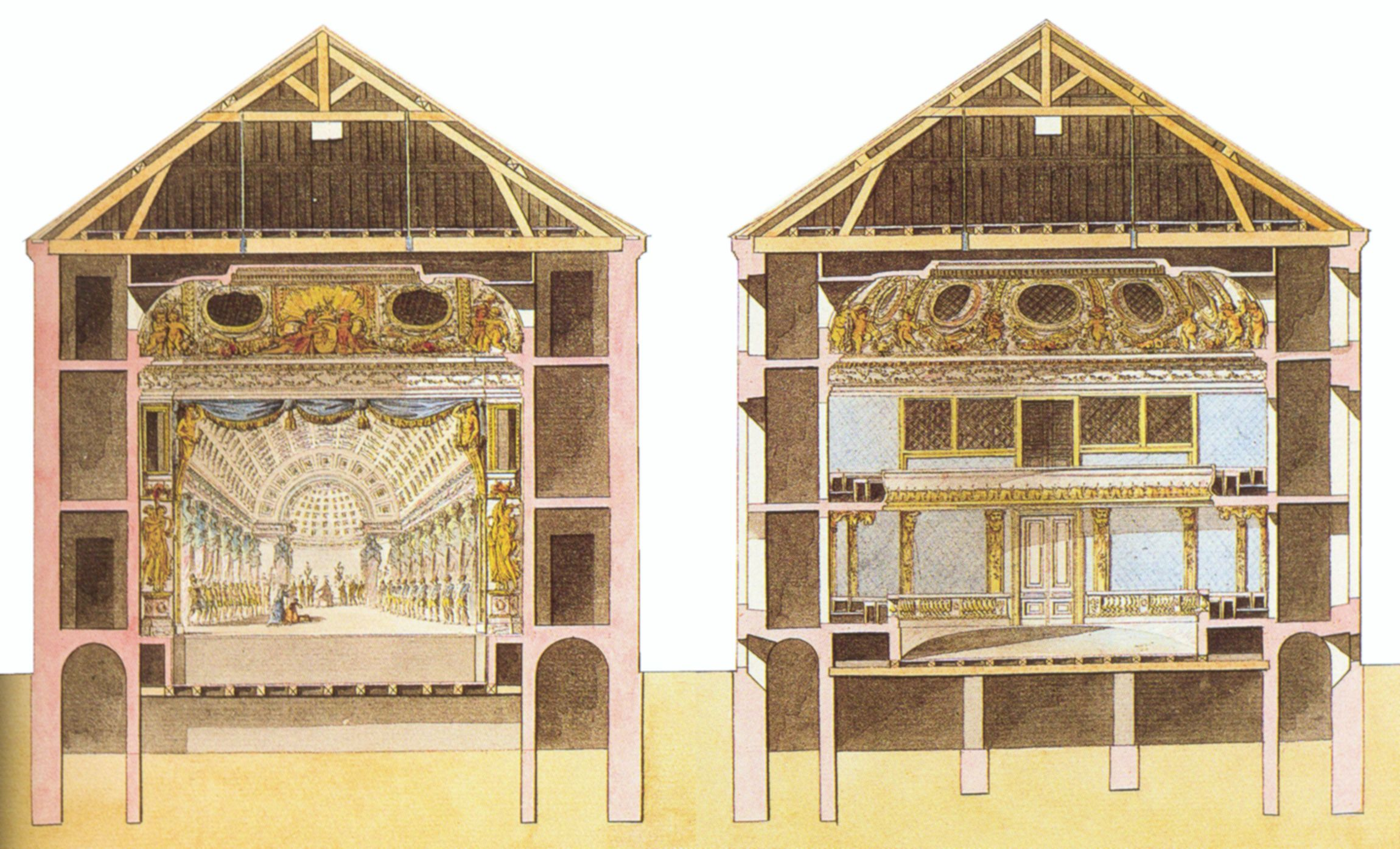
Sección transverrsal del teatro de la Reina, acuarela de Claude-Louis Châtelet, circa 1785.

Esta sencilla instalación no tenía máquinas de escenario ni escenografías, que se configuraron rápidamente cuando se necesitaban. Durante 1777, María Antonieta le ordenó a Richard Mique que le presentara un proyecto, inspirado en el pequeño Choisy Hall de Ange-Jacques Gabriel. El proyecto se aprobó de inmediato y el trabajo comenzó en junio de 1778.. Se usó el área de un antiguo invernadero del jardín botánico Luis XV, a pocos metros al este de la ménagerie. Tenía que estar oculto por los tilos y los nogales del Jardín francés y la "montaña" del Jardín alpino. Para no tener el carácter rebelde que la Iglesia atribuyó a los teatros, el edificio aparecía como un simple volumen rectangular en piedra molar, sin ninguna decoración y con un techo de pizarra. La entrada, sin embargo, fue cuidadosamente diseñada, enmarcada por dos columnas jónicas que sostenían un frontón triangular adornado, en el tímpano, por un putto alado. Para conectarlo a la «Allée Neuve», se erigió una estructura de rejilla cubierta con un lienzo gris, que permitía llegar al teatro desde el castillo protegido de los elementos y sobre todo del sol, para preservar la tez blanca tan apreciada (teint de lait).
El escultor Joseph Deschamps había propuesto incluir en el frontón los atributos de los cuatro géneros teatrales: lírica, épica, tragedia y comedia. Sin embargo, se prefirió a un niño coronado con laurel, que toca una lira y fue esculpido en piedra de Conflans. Sin embargo, los emblemas de la tragedia y la comedia se insertaron en ambos lados. El interior, en cambio, estaba ricamente decorado, al menos en apariencia, ya que las esculturas de Deschamps eran de papel maché o yeso, con un amplio uso del trompe-l'œil en las pinturas. La reina había prometido que se reduciría el gasto; el rey, por otro lado, no dudó en recurrir a sus recursos privados para participar en los costos de los colores y muebles, cuyo coste, no recibido, se pagó al jefe Bonnefoy du Plan. La construcción costó 141.200 liras. La cortina del proscenio, el único lujo entre las decoraciones, era de tafetán azul con flecos dorados. El maquinista Pierre Boullet, inspector de los teatros reales y alumno de Blaise-Henri Arnoult, había instalado la maquinaria de escenario más moderna. La pintura en el techo, ejecutada por Lagrenée y representando a Apolo entre las Gracias y las Musas, se completó en julio de 1779.

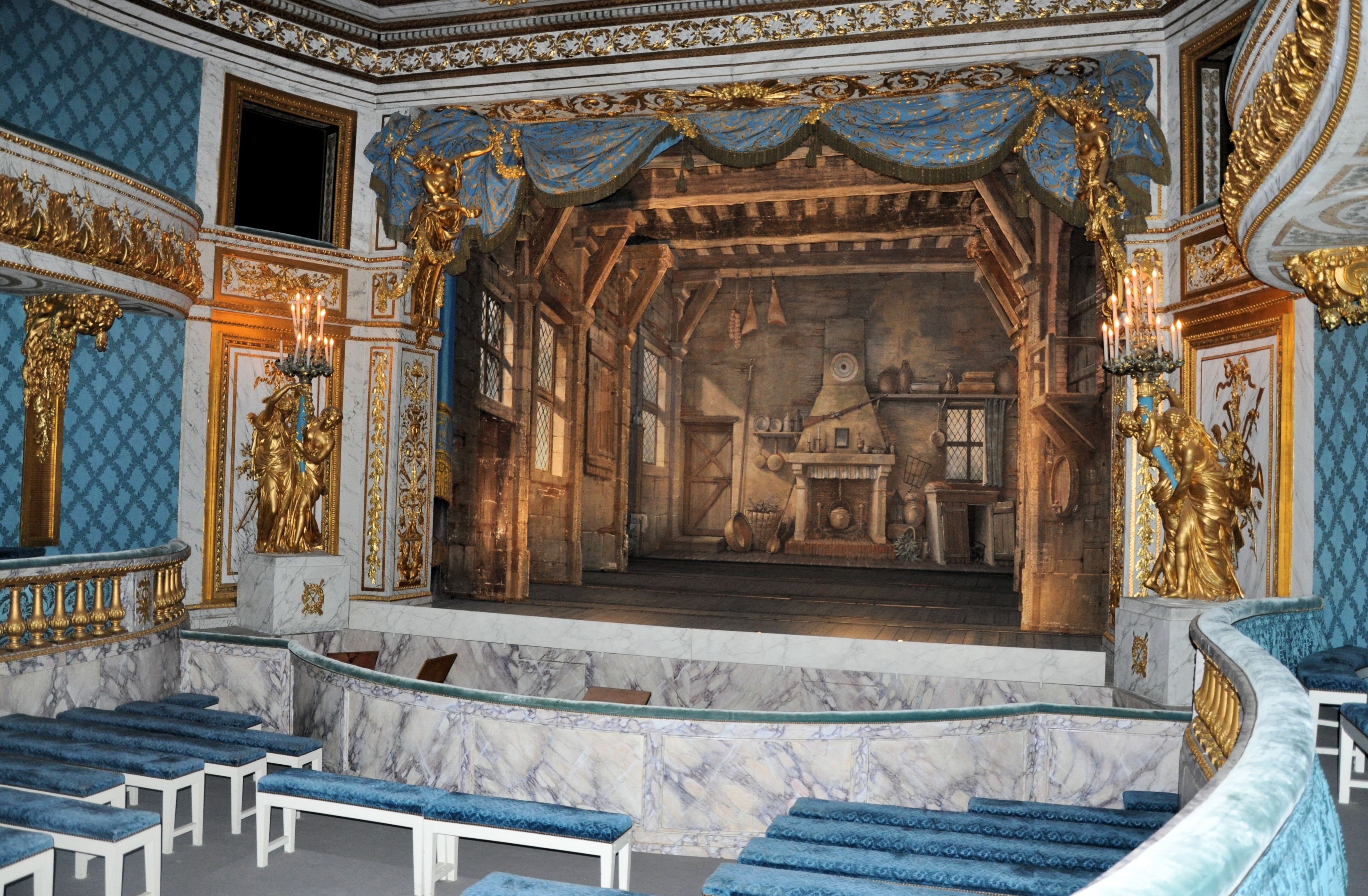
La sala y el escenario del Petit théâtre.

La primera actuación en el teatro de la Reina tuvo lugar el 1 de junio de 1780 y la inauguración solemne el 1 de agosto. La reina insistió en que se trataría de un evento privado, y el grupo se limitó a unos pocos miembros de la familia real y a sus familiares, a riesgo de provocar celos y resentimiento: de hecho se llamaba la «Compagnia dei Signori». Los miembros de la comitiva, las represas de palacio y los altos funcionarios no fueron invitados, y la audiencia en los puestos estaba compuesta por personal de servicio de bajo rango; estos, sin embargo, aunque poco considerados, no se abstuvieron de criticar el programa, y calificarlo de mediocre. La reina logró sacar algunas lágrimas de los espectadores con respecto al protocolo de la corte, que exigía, por ejemplo, que no se diera ningún aplauso en presencia de la realeza. Estas actuaciones, a las que asistió el rey asiduamente, querían ser más que un ocio y fueron seguidas por una cena de la familia real después de las nueve de la noche. 
Se trataba de actuaciones con textos y música modernos, a diferencia de la Ópera real de Versalles que estaba reservada a la música antigua. El teatro no permaneció ajeno a la querella entre los seguidores de Christoph Willibald Gluck y los de Niccolò Piccinni, pero las actuaciones fueron principalmente comedias: la ópera italiana se mantuvo al margen. La reina, a quien le encantaba cantar con una voz que se definía bien establecida y fresca, escuchó a sus compositores favoritos como André Grétry, su director de la música particular, o François-Joseph Gossec. El director del teatro era Pierre-Dominique Bertholet, suegro de Madame Campan, la dama de la compañía de la reina.

### De la Revolución alsigloXXI
La decoración de la sala, ocasionó gran decepción a los representantes de pillajes que habían venido de sitios muy distantes a Versalles para la celebración de los  Estados Generales de 1789, convencidos de encontrarse y poder denunciar un derroche de gran lujo y libertinaje. El lugar se consideró sin valor, los muebles se vendieron en 1794, así como los tapices y la cortina azul y dorada del escenario. Las grandes antorchas laterales escaparon de estas ventas revolucionarias.
Cuando Napoleón tomó posesión del Pequeño Trianón, ordenó la renovación del Teatro de la Reina, abandonado desde la Revolución y muy degradado. Bajo la dirección del arquitecto Trepsat, se hizo un entelaje de papel azul imperial, en el que se representó un águila imperial, adornada con oro sobre un fondo azul que se instaló sobre el escenario en lugar de la figura de María Antonieta, y en la logia imperial se colocó bajo un gran lienzo en forma de tienda de campaña militar. Se hicieron algunas modificaciones en la decoración antigua, pero la instalación de una nueva iluminación, una araña en cobre dorado y cristal bohemio con veintiocho lámparas, obligó a perforar el lienzo pintado por Lagrenée que adornaba el techo. Después de esta restauración, realizada en dos campañas, el piso fue remodelado con dieciocho bancos y doce taburetes y los palcos con cien sillas de haya imitando a la caoba; el conjunto, así como los tapices de los palcos y los baños, se cubrieron con un terciopelo de Utrecht de color azul.

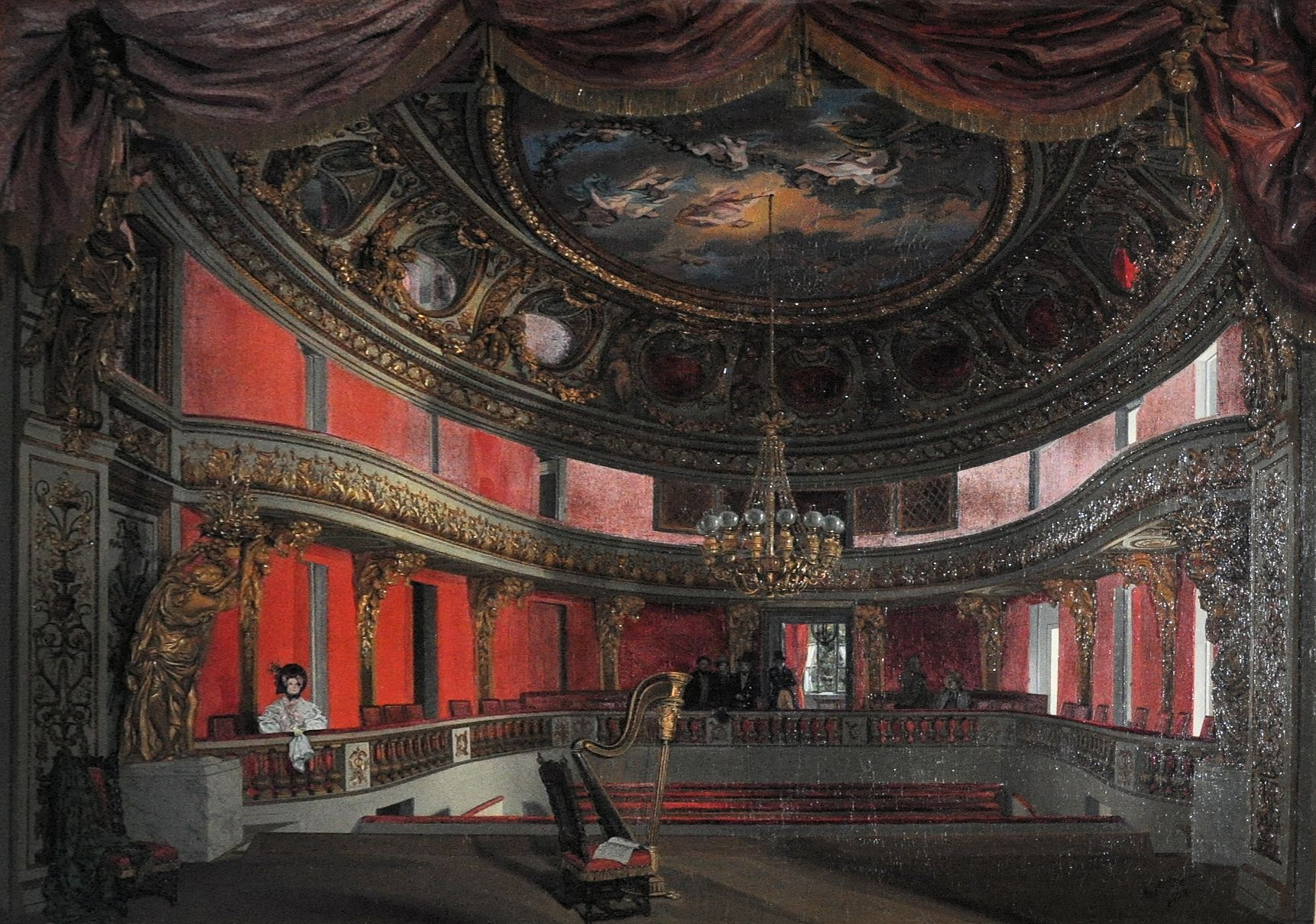
Vista del Pequeño Teatro en la época de Luis Felipe I de Francia, cuando la sala había sido tapizada en color carmesí, pintura al óleo por Antoinette Asselineau, 1838.

En la Restauración borbónica en Francia, ni el Teatro ni el Pequeño Trianón se utilizaron por la duquesa de Angulema, que había heredado la propiedad. Después de la renovación que ordenó en 1835, Luis Felipe I de Francia asistió a numerosos espectáculos que eran leídos en el escenario del Pequeño Teatro. Hizo restablecer el monograma de María Antonieta, y hace recubrir los muros de papel carmesí con motivos de palmetas. El pintor y decorador de teatro de Ciceri nota 15 realiza una copia de la tela arreglada del plafond ,«En el estilo de Luis XVI». Entre 1835 y 1836, el realizó numerosos fondos de decorados: un intérieur rustique, una place publique, un  forêt y un salon riche.
A principios del siglo XX, el área fue muy deteriorada debido a fugas de agua en el techo. Se restauró gracias a la donación de John D. Rockefeller Jr. entre 1925 y 1936, con un presupuesto de 700 000 francos. El suelo fue también entonces realizado de nuevo y la tapicería azul fue restaurada a partir de un fragmento que había conservado. La cortina azul fue trasladado al ante-escenario para reemplazar el rojo que se instaló al comienzos del siglo XIX.
Clasificado con el castillo de Versalles y sus dependencias como monumentos históricos por la  lista de 1862 y por decreto del 31 de octubre de 1906,  también está inscrito en el Patrimonio de la Humanidad de la Unesco desde 1979. El teatro ahora está abierto al público como parte del Museo Nacional del Palacio de Versalles y Trianon, dentro del Domaine de Marie Antoinette, pero su visita se limita a una vista previa de la sala desde el vestíbulo, de abril a finales de octubre.
La campaña de restauración iniciada en el 2001 se llevó a cabo gracias al patrocinio de World Monuments Fund France, una organización no gubernamental destinada a recaudar fondos para la preservación del Patrimonio de la Humanidad, como parte de un acuerdo firmado en 1997 con Hubert Astier por un coste de $ 700,000.

## Descripción del interior

Planta del Teatro de la Reina
(A (entrada principal), B (atrio), C (foyer octogonal), D (Platea rodeada de palcos), E. (foso de la orquesta), F (Escenario) y G (locales))}

Se ingresa al teatro a través de un atrio y hemiciclo que conduce de un lado a dos salas en sucesión y, a la derecha, hacia los pisos superiores. La primera sala, el vestíbulo octagonal, se abre al vestíbulo principal con una puerta con una bella cerradura. Sobre la puerta, bajorrelieves de las musas, de Joseph Deschamps. La habitación de forma ovalada está cubierta de muaré, y terciopelo azul, así como balaustradas y asientos. Tiene dos niveles de palcos con un auditorio debajo, enmarcado por dos cuencas rodeadas de balaustradas. La orquesta la separa de un escenario de magnitud inesperada, que permite la puesta en escena de muchas formas de espectáculo gracias a complejos sistemas de maquinaria y poleas. Pinturas escénicas y elementos del siglo XVIII todavía están en la galería. Desde el ala inferior, se activa un gran cabrestante que controla las cuerdas que permiten el movimiento de las escenas en marcos deslizantes y, en el otro lado, hace que las estructuras suspendidas desciendan a las profundidades. Originalmente, la luz del foco se obtenía con ochenta velas que se reflejaban en el cobre plateado. Para evitar que las velas se apagaran cuando se levantaba la cortina, el centro de atención tenía un mecanismo que le permitía elevarse por encima de la escena al comienzo de la representación. Esta era también la señal para iniciar el espectáculo. Las alas deslizantes también se iluminaban detrás de cada panel. La iluminación de la habitación estaba asegurada por numerosas lámparas de aceite colocadas en cajas de hojalata sobre las cornisas.
El foso de orquesta podía contener veintidós músicos y el salón  albergar a unas doscientas personas. El agujero del indicador está situado en el centro de la ante-escena: esto es una adición del siglo XIX porque el indicador, en el momento del Antiguo Régimen, estaba en el quinto lugar. El balcón está sostenido por una escultura en forma de león y la segunda galería está decorada con un friso de acanto.

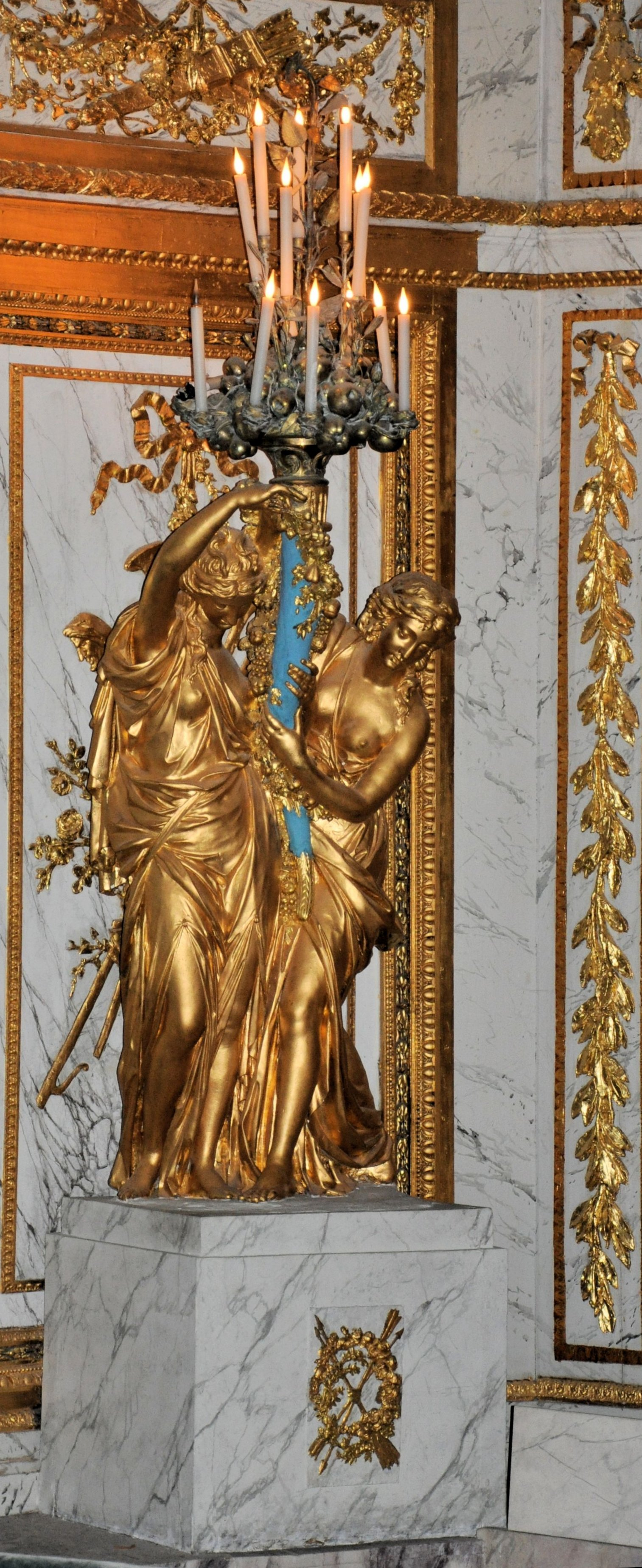
Esculturas femeninas sosteniendo un candelabro.

El teatro está decorado con esculturas hechas para economía en papel maché cubierto con oro amarillo y verde. El oro amarillo se obtiene a partir de la hoja de cobre, el verde a partir de la hoja de oro. Los paneles están pintados con falso mármol blanco veteado: fue el decorador Boquet quien realizó estas pinturas. En las bóvedas de los arcos, doce ojos de buey separados por putti que contienen guirnaldas de flores y frutos. Como adorno en los dos lados del proscenio, esculturas con dos mujeres sosteniendo un candelabro.
La cortina de terciopelo azul está sostenida por dos bustos femeninos. La bóveda frontal incluye dos ojos de buey y, entre ellos, el emblema de la reina sostenido por dos musas mentirosas. El techo, pintado de un original de Jean-Jacques Lagrenée, muestra a Apolo en las nubes, acompañado por Cárites y Musas, alrededor de las cuales los putti sostienen antorchas.
Junto a la fachada occidental del teatro, un pequeño edificio de una sola planta alberga el hogar de los músicos, los artistas y algunos salones. Encima del vestíbulo se encuentra el pequeño apartamento de Richard Mique, que se remodeló en 1842 para servir de salón al público. Fue ofrecida por María Antonieta, para el arquitecto un su honor y por su indiscutible talento y, sobre todo, un testimonio de su docilidad a las fantasías de la reina.

## Representaciones

### Representaciones de 1780 a 1785
La reina y su séquito participan en la mayoría de las obras que se dan en el escenario del teatro. Sin embargo, los cantantes y bailarines de la Royal Academy of Music brindan ciertas actuaciones, como durante la fiesta que tuvo lugar el 6 de junio de 1782 en honor del Gran Duque Pablo I de Rusia, o en la recepción de Gustavo III de Suecia el 21 de junio de 1784.
La compañía de la reina tiene solo una docena de miembros:Isabel de Francia, el conde de Artois, el duque y la duquesa de Guiche , el conde de Adhémar, el conde de Vaudreuil, el conde de Polignac, su hermana la condesa de Polignac, el conde Esterhazy, el agente judicial de Crussol y condesa de Chalons.
Nota: la fecha de las actuaciones dadas por la compañía se indica en negrita.
- 1 de junio de 1780:[i]. Prólogo para la apertura del Teatro Trianon (Despréaux)) y Christophe y Pierre-Luc parodia de Cástor y Pólux ( Despréaux, Gentil-Bernard y Rameau).
- 1 de agosto de 1780:  La Gageure imprévue (Sedaine) y Le Roi et le Fermier (Sedaine y Monsigny).Jullien, 1875, p. 15[44]
- 10 de agosto de 1780: On ne s'avise jamais de tout (Sedaine y Monsigny) y Les Fausses infidélités de Barthe.Jullien, 1875, p. 19[45]
- 6 de septiembre de 1780: L'Anglais à Bordeaux (Favart) y Le Sorcier (Poinsinet y Philidor).Jullien, 1875, p. 21[46]
- 19 de septiembre de 1780: Rose et Colas (Sedaine y Monsigny) y Le Devin du village (Rousseau).Jullien, 1875, p. 22[47]
- 12 de octubre de 1780: Le Devin du village y Le Roi et le Fermie.[41][48]
- 27 de junio de 1781: La Fête d'amour (Mme Favart y Chevalier) y Jérôme et Fanchonnette (Vadé).[49]
- 16 de julio de 1781: L'aveugle de Palmyre (Desfontaines y Rodolphe) y La Matinée et la veillée villageoises, ou le Sabot perdu (Piis y Barré).[50]
- 20 de julio de 1781: La Petite Iphigénie (Favart y Voisenon).[50]
- 26 de julio de 1781: Les Deux Porteurs de chaise (Piis, Barré, Chardin).[51][50]
- 1 de agosto de 1781: Iphigénie en Tauride (Gluck y Guillard).[j]
- 11 de abril de 1782: La Matinée et la veillée villageoises, ou le Sabot perdu (Piis y Barré) y Le Sage étourdi (Boissy).[52]Jullien, 1875, p. 29
- 6 de junio de 1782: La Jeune Française au sérail (Gardel) y Zémire et Azor (Marmontel y Grétry).[42][53]
- 6 de junio de 1783: Les Sabots (Cazotte y Duni), Isabelle et Gertrude (Favart) y Les Deux Chasseurs et la Laitière (Anseaume y Duni).Jullien, 1875, p. 33[54]
- 19 de marzo de 1784: L'Amitié sur le trône (Linières) y Les On-dit (chevalier de Boufflers).[55]
- 21 de junio de 1784: Le Dormeur éveillé (Marmontel y Piccini).[56]
- 31 de julio de 1784: Le Comédien bourgeois (Carmontelle), Les Amours d'été (Piis et Barré) y Berlingue (Despréaux).[57]
- 15 de septiembre de 1784: Le Barbier de Séville (Paisiello).[58][k]
- 18 de septiembre de 1785: Dardanus (Sacchini).[l]
- 19 de agosto de 1785: Le Barbier de Séville (Beaumarchais).Jullien, 1875, pp. 36-37[59]

### Representaciones bajo Luis Felipe
- 22 de junio de 1836: Le Gamin de Paris[60] (Bayard y Vanderburch) y Renaudin de Caen[61] (Duvert y Lauzanne).[34]
- 11 de agosto de 1836: Le Pré aux Clercs (Hérold y Planard).
- 18 de octubre de 1837: Moïse et Pharaon (Luigi Balocchi y Étienne de Jouy, Rossini) y L'Italienne à Alger (Angelo Anelli y Rossini).[62]
- 19 de octubre de 1837: La fille d'un Militaire[63] (Henri-Horace Meyer y Paul Laurencin) y Le Mauvais Œil[64] (Loïsa Puget, Eugène Scribe y Gustave Lemoine).[34]
- 21 de octubre de 1837: Prosper et Vincent[65] (Duvert) y La Neige ou le Nouvel Eginhard (Auber, Scribe y Delavigne).[34]
- 22 de octubre de 1837: Il Barbiere di Siviglia (Rossini).[34]

## Cine
El Teatro de la Reina se ha utilizado a veces como escenario para películas filmadas en los terrenos de la filmación de Versalles para cine o televisión, principalmente desde 2005 en adelante.
- 1961: La Fayette, film realizado  por Jean Dréville
- 2005: Marie-Antoinette, film realizado por Sofia Coppola.
- 2006: Molière (ou le Comédien malgré lui), film realizado por Laurent Tirard.
- 2011: 30° Couleur, film realizado por Lucien Jean Baptiste y Philippe Larue.
- 2011 en televisión: Louis XVI, l'homme qui ne voulait pas être roi, documental de ficción de televisión realizado por Thierry Binisti.

## Galería de imágenes

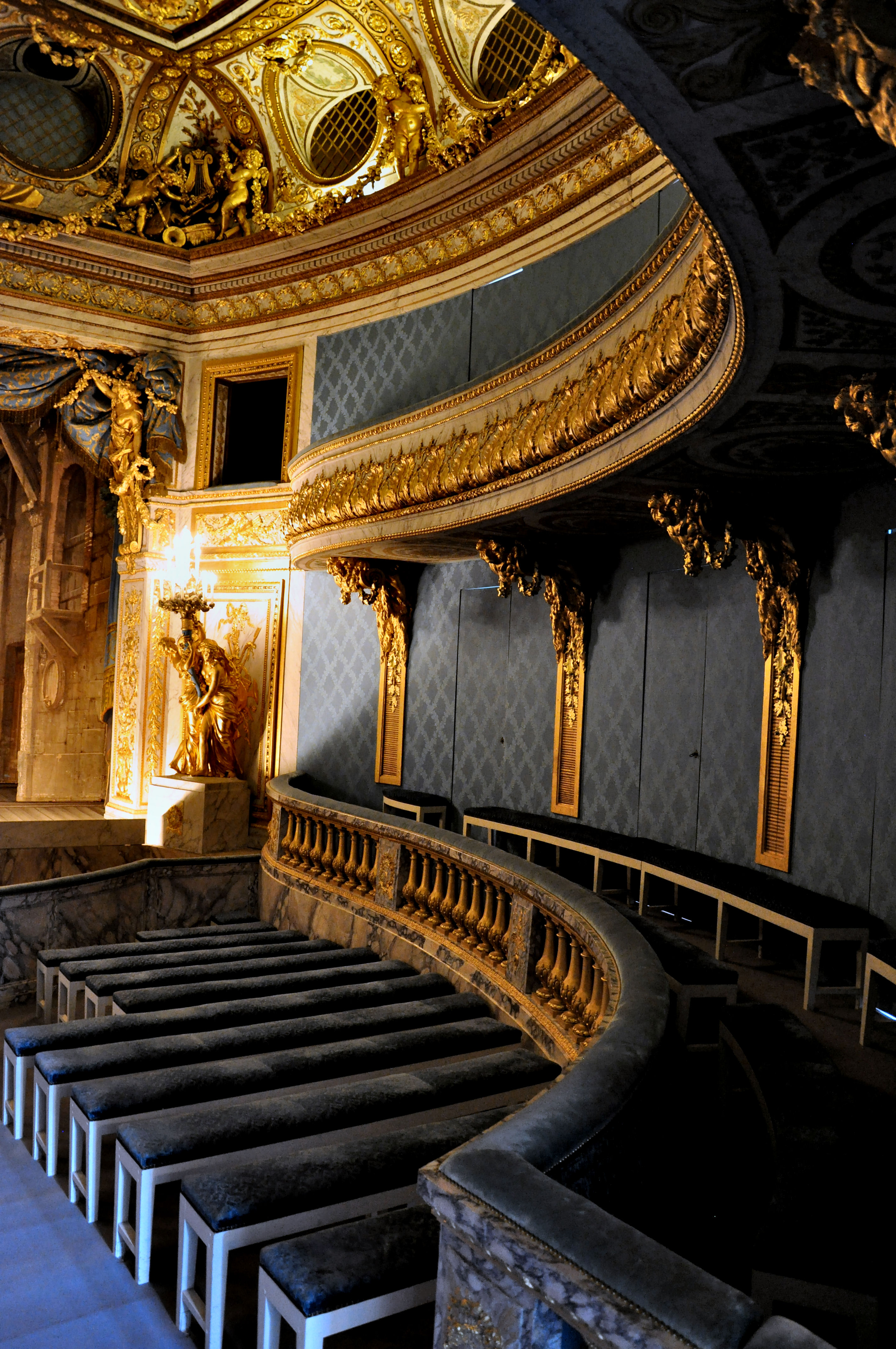
Lado del patio
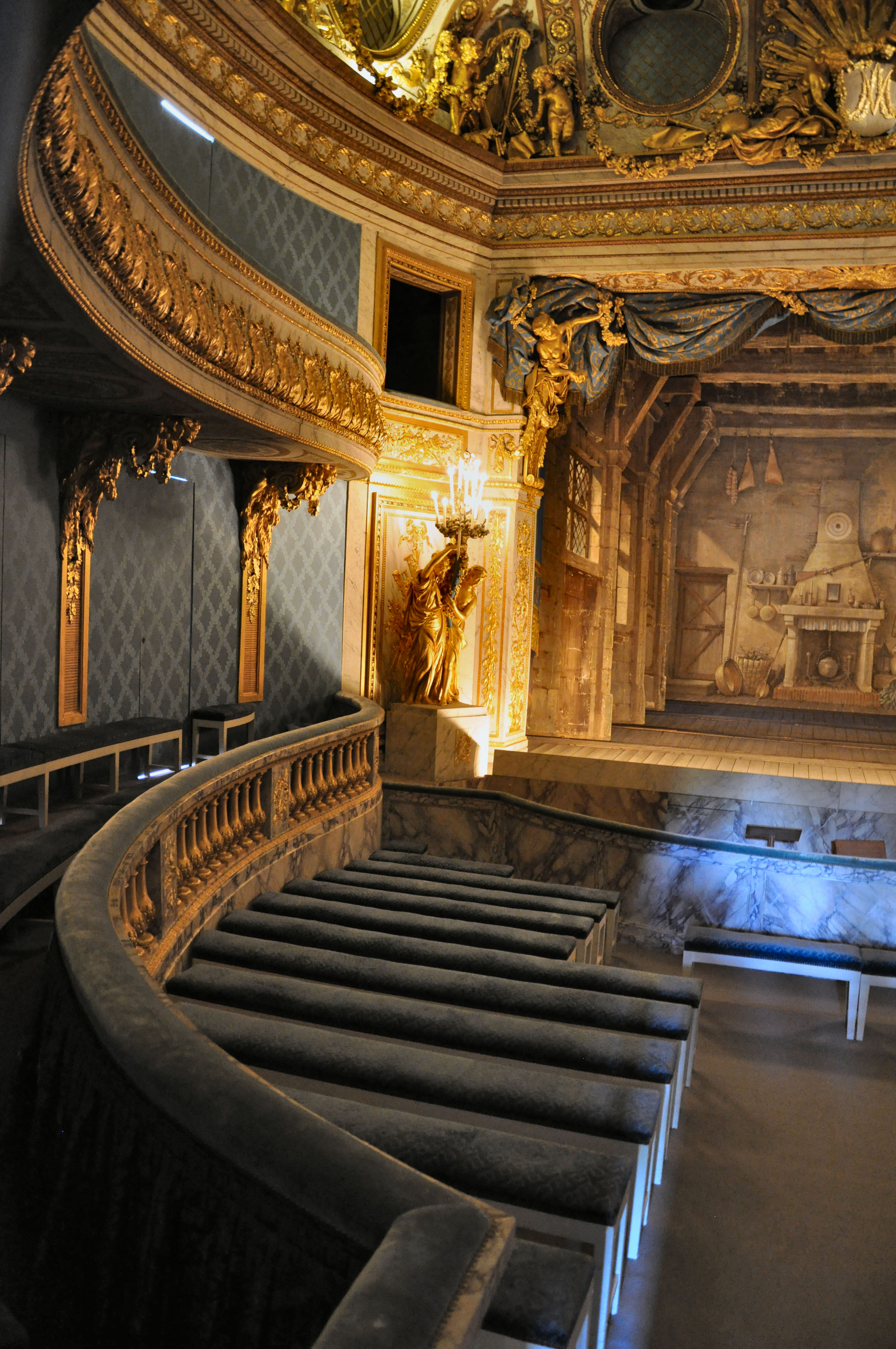
Lado del jardín
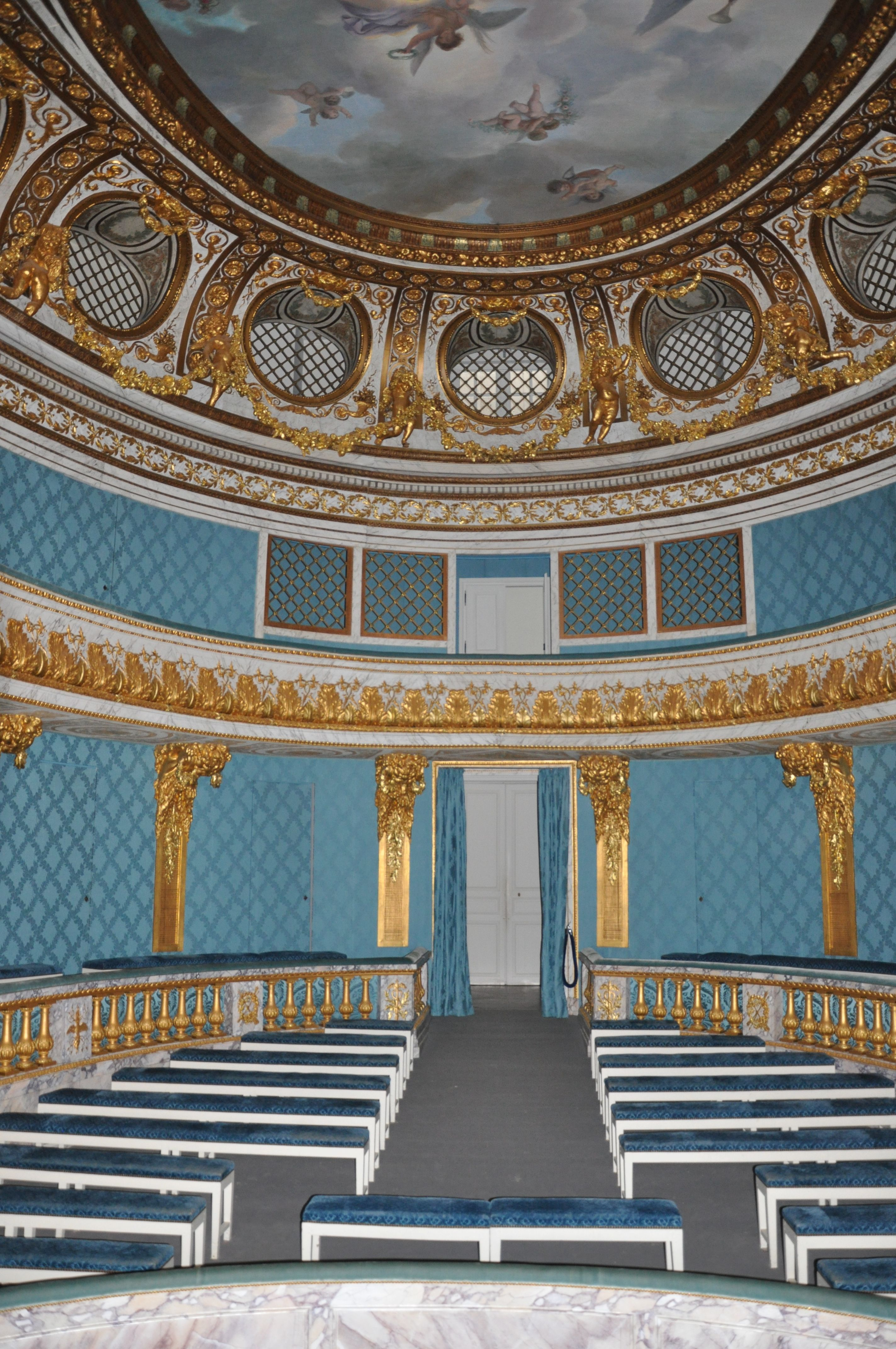
Sala del teatro vista desde el escenario
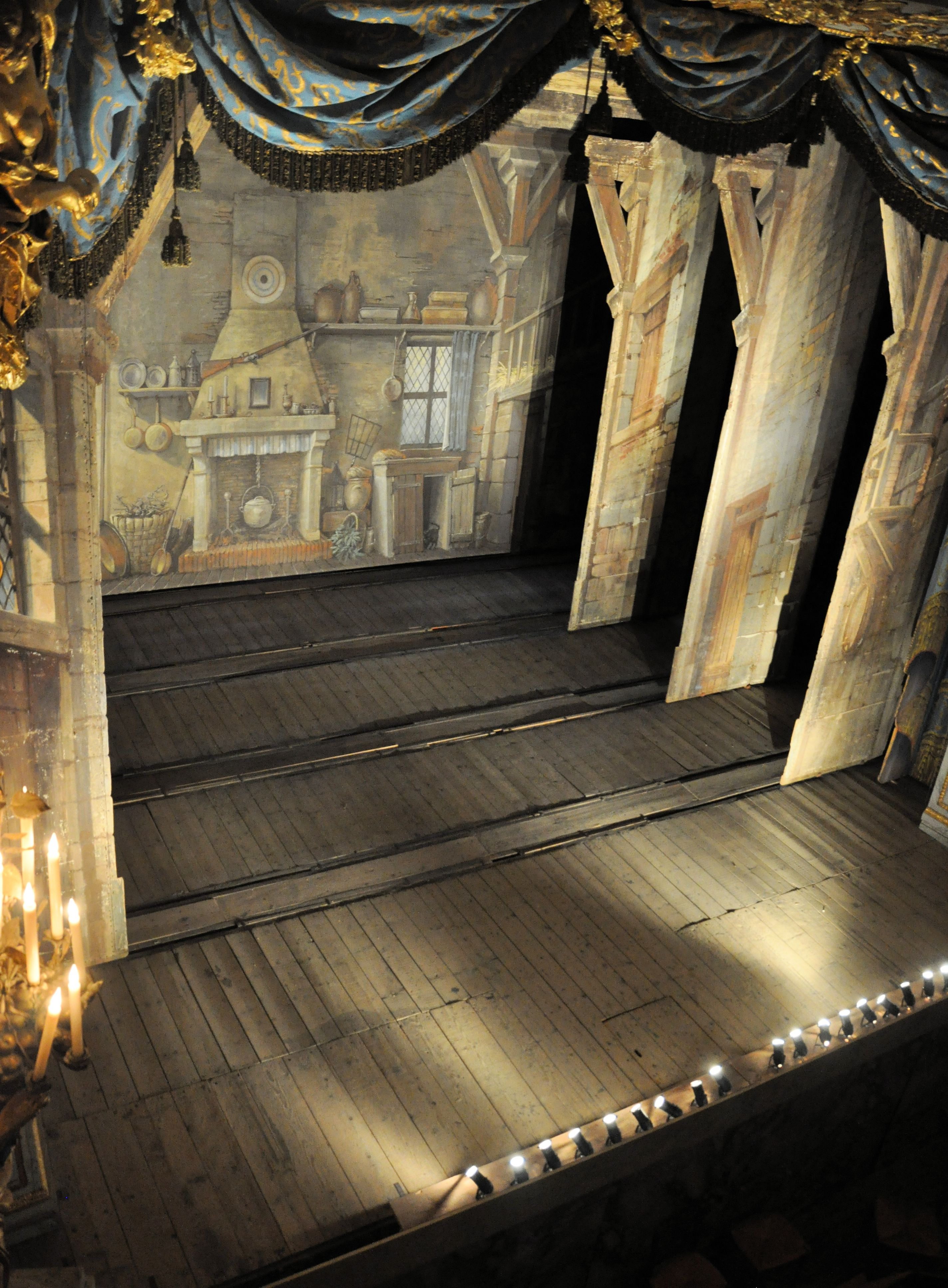
Escenario visto desde el «gallinero»
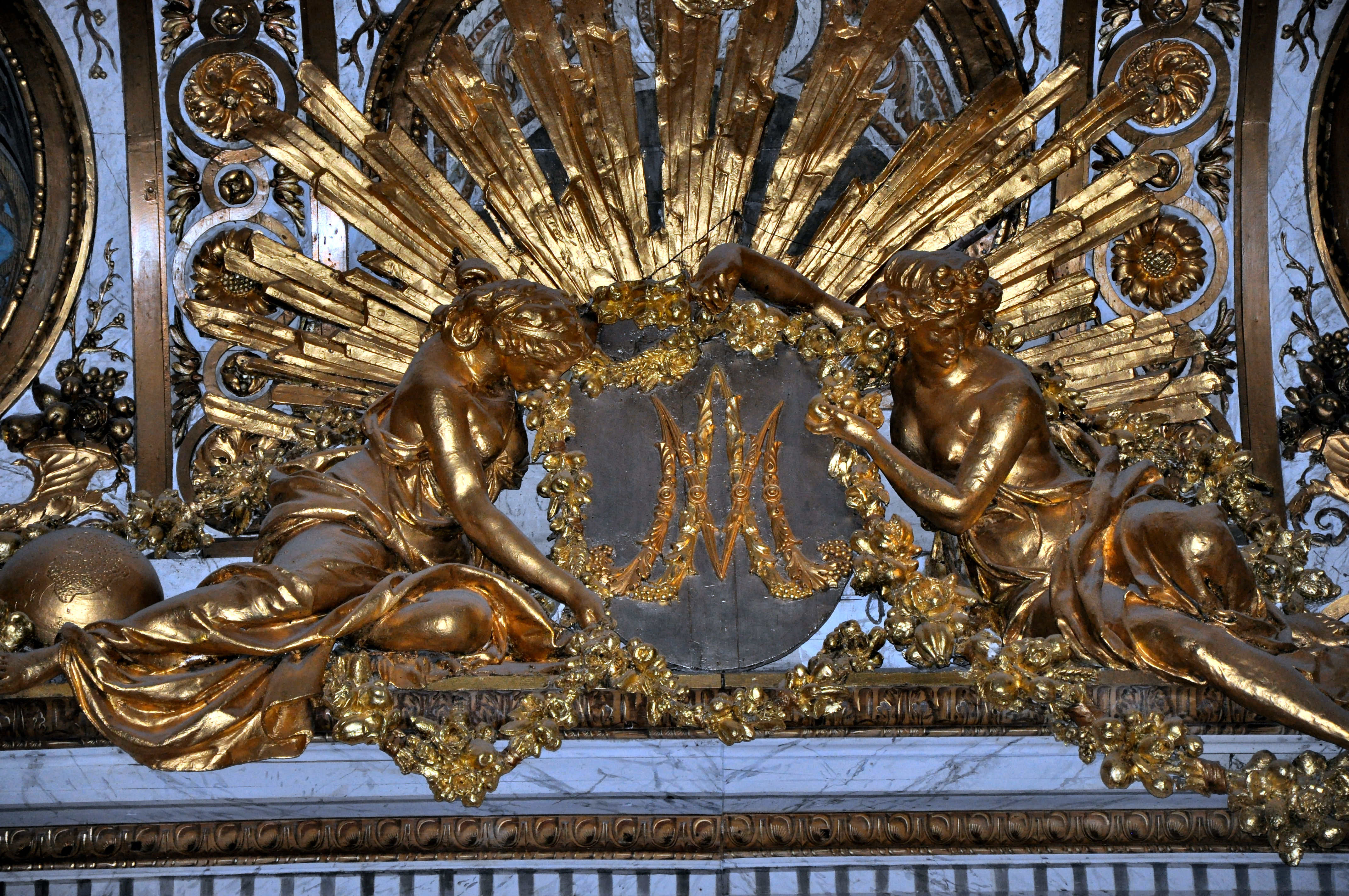
Monograma de María Antonieta
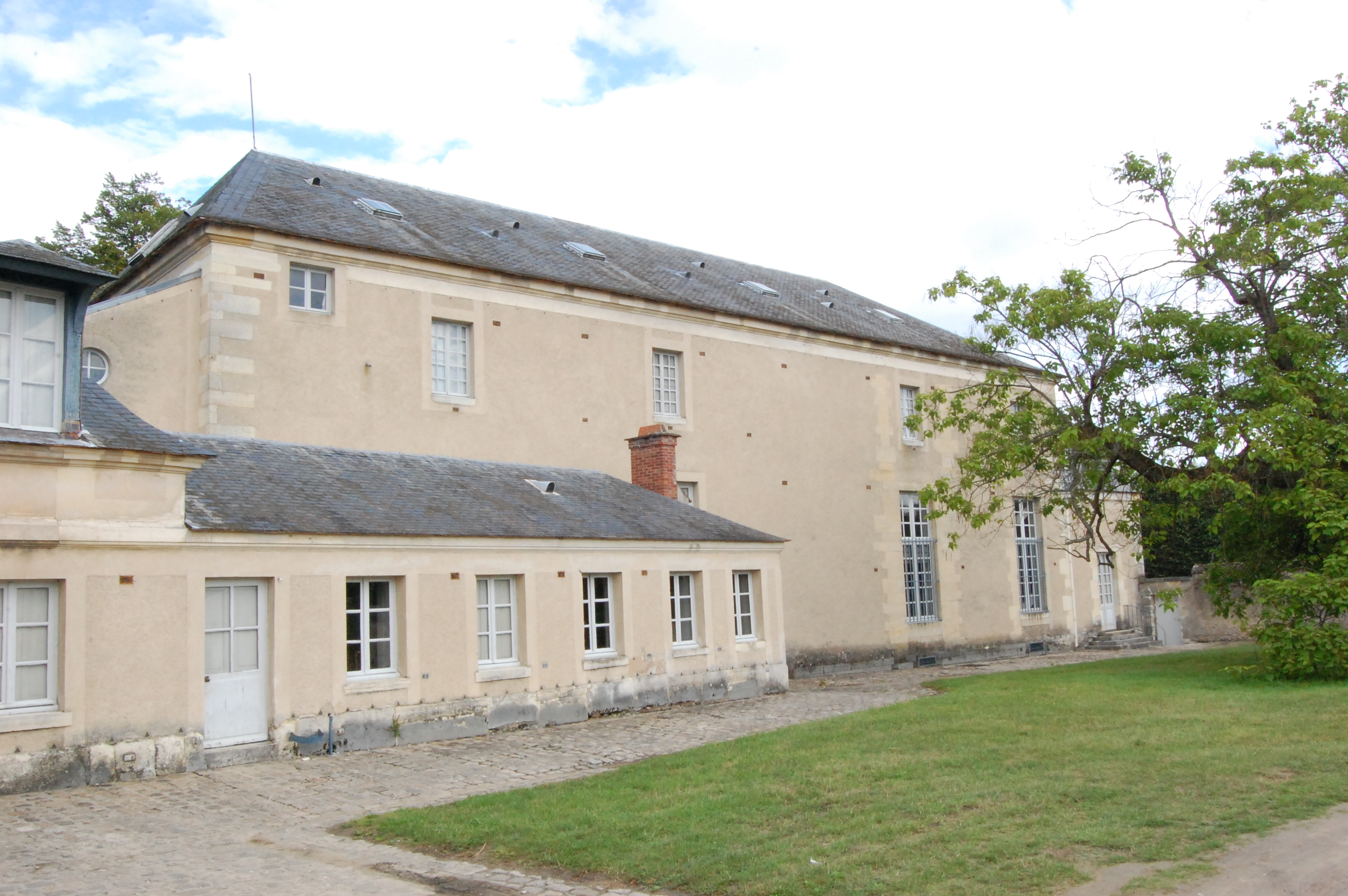
Parte trasera del edificio
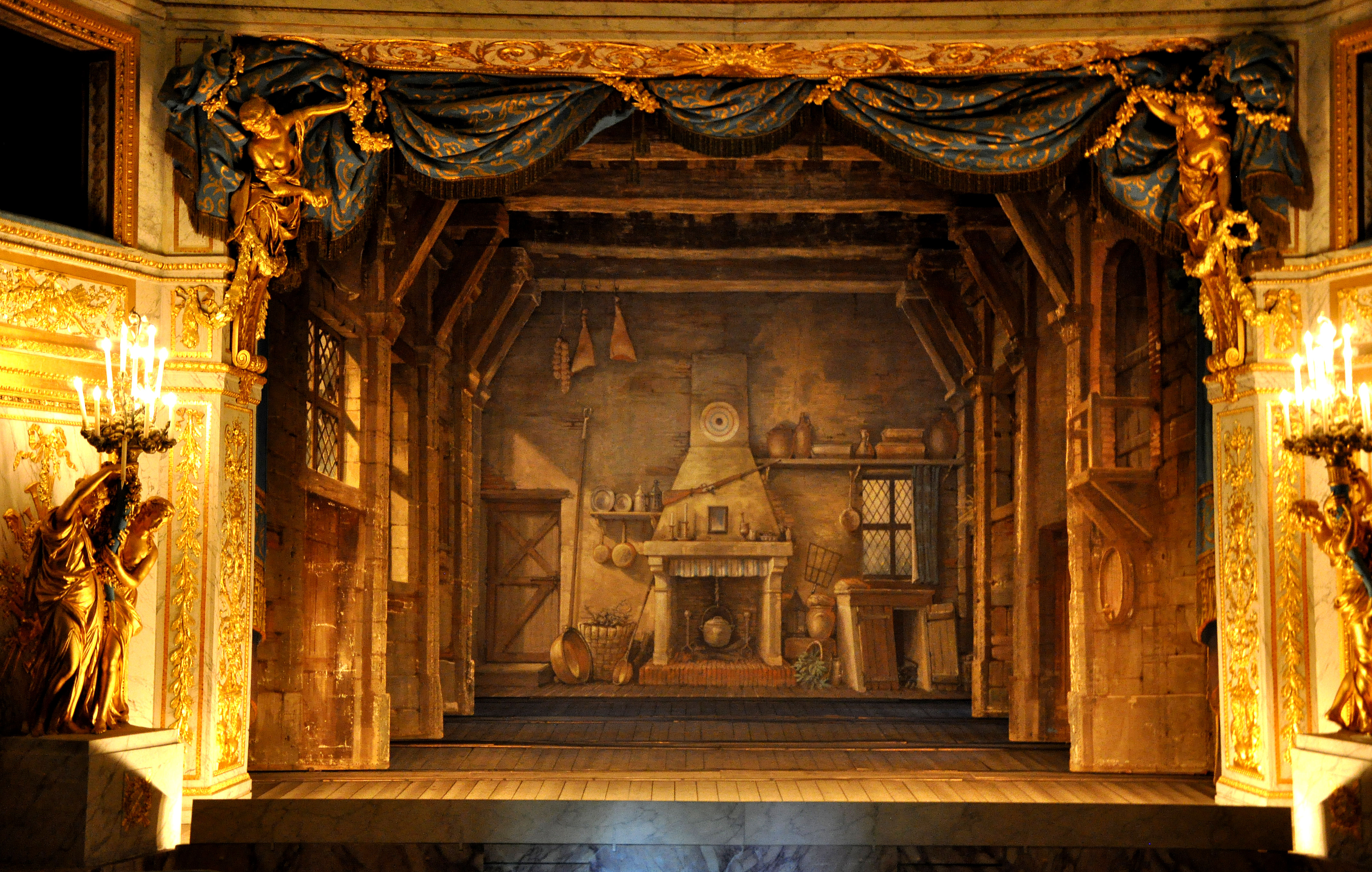
Decoración del escenario
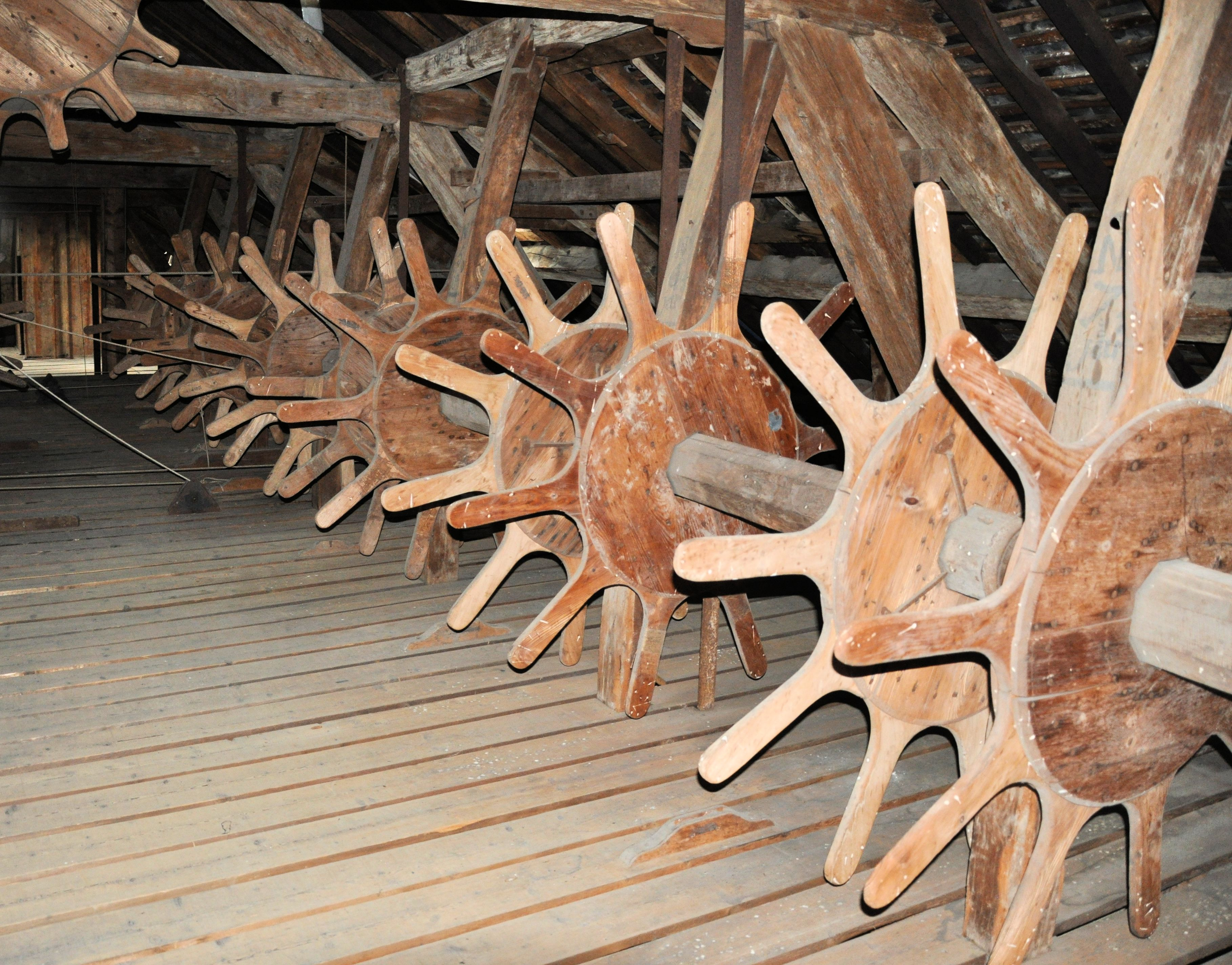
Parte de la maquinaria
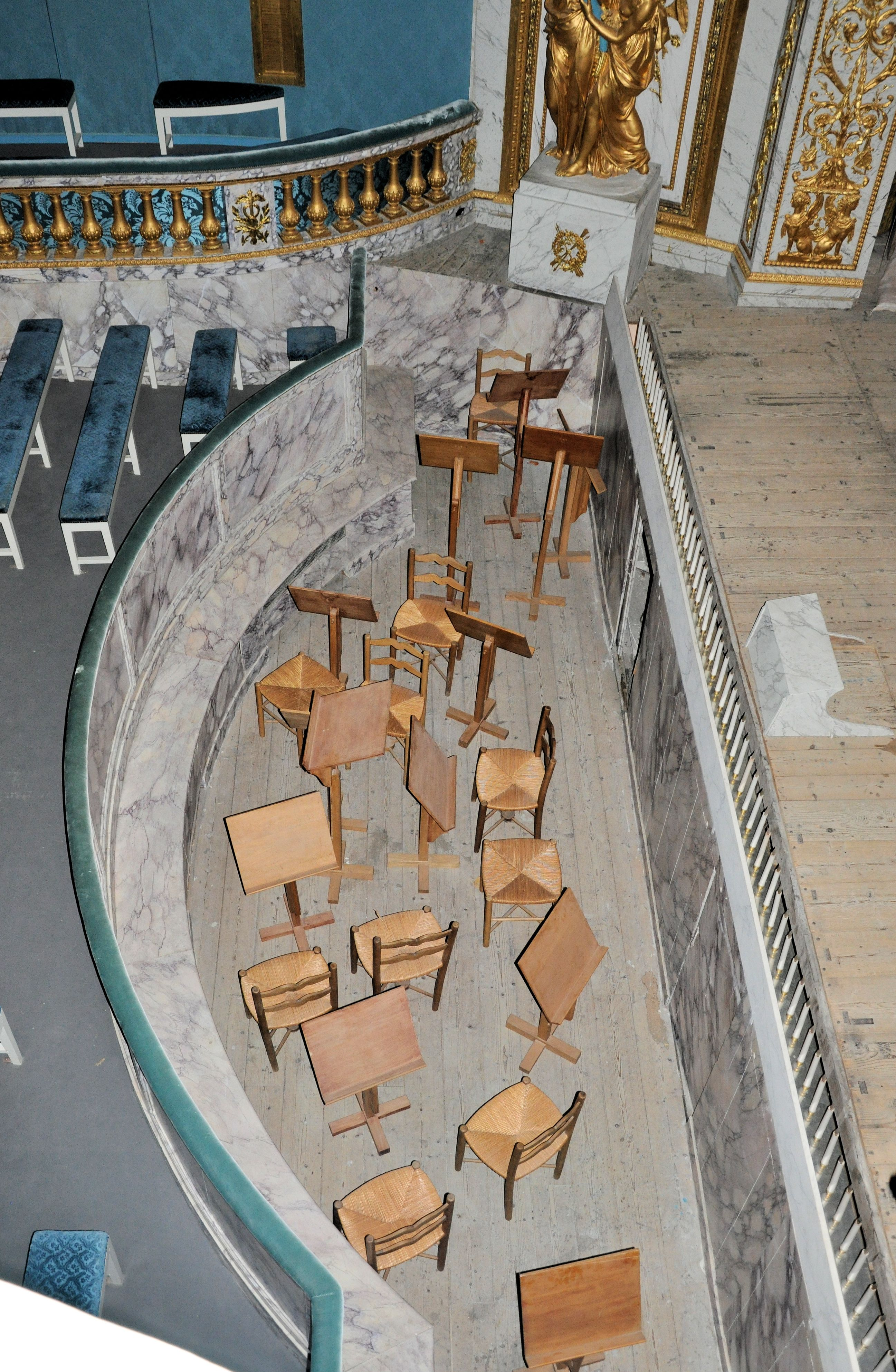
Foso de la orquesta
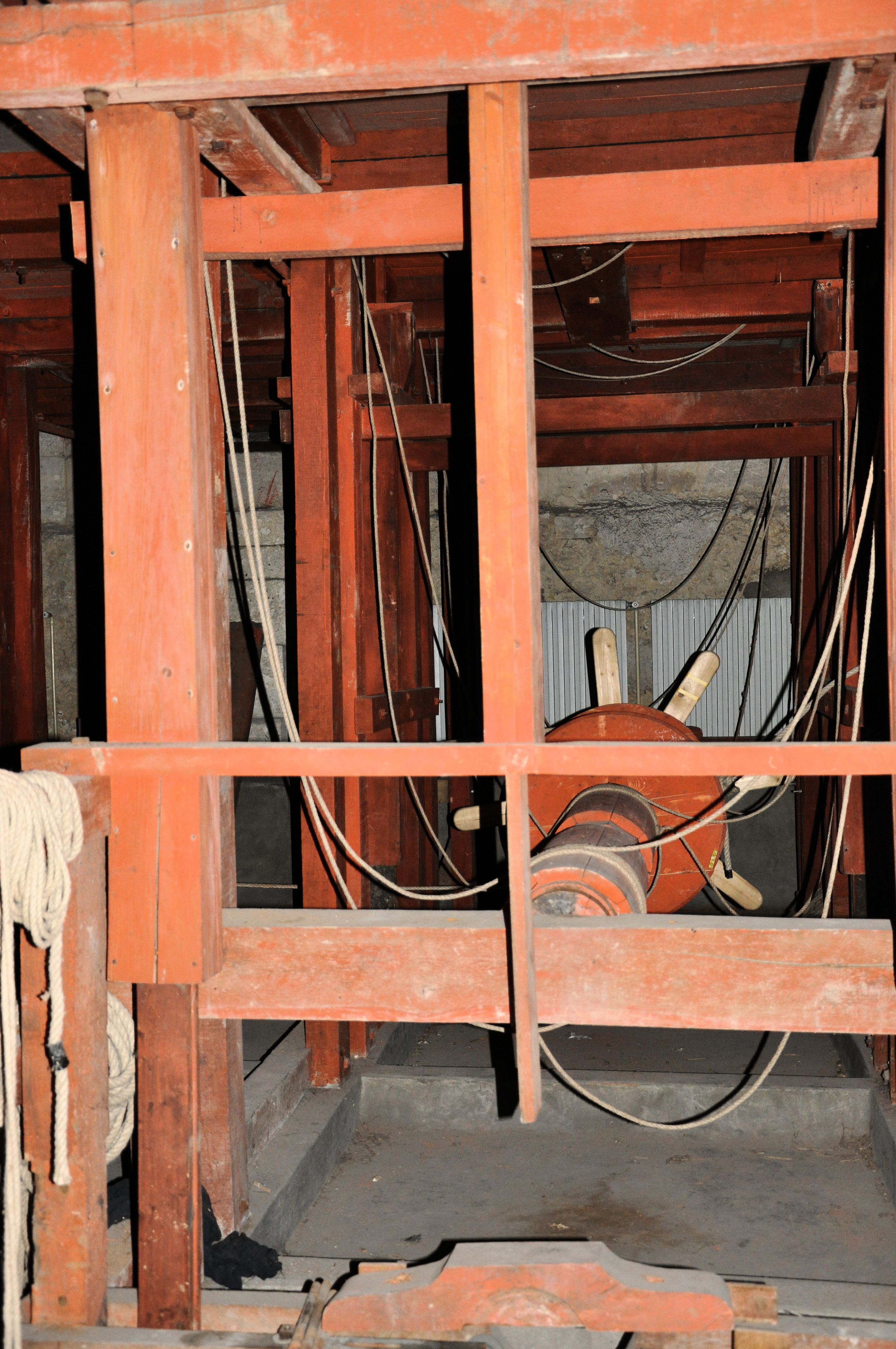
Parte inferior del teatro
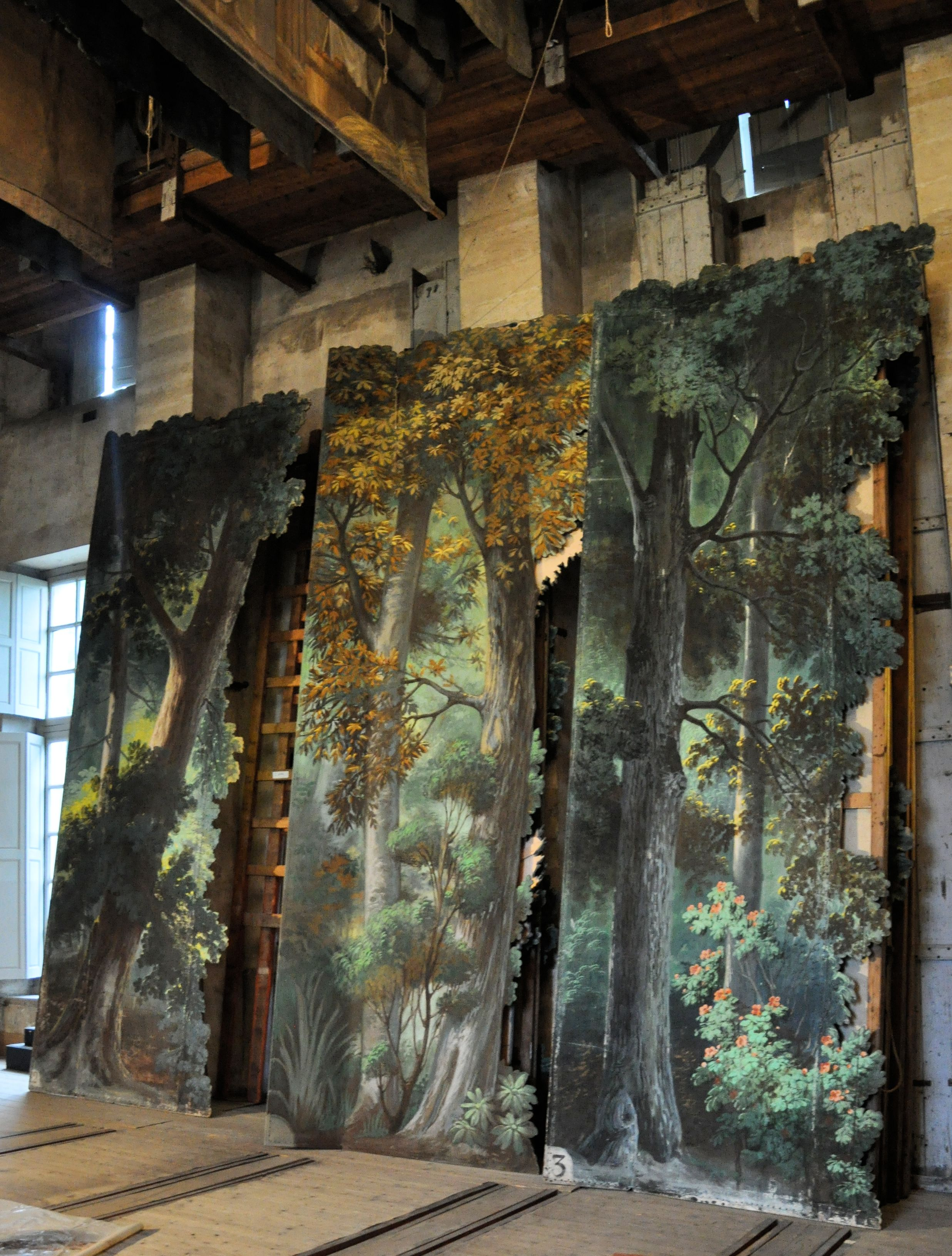
Pafones de decoraciones
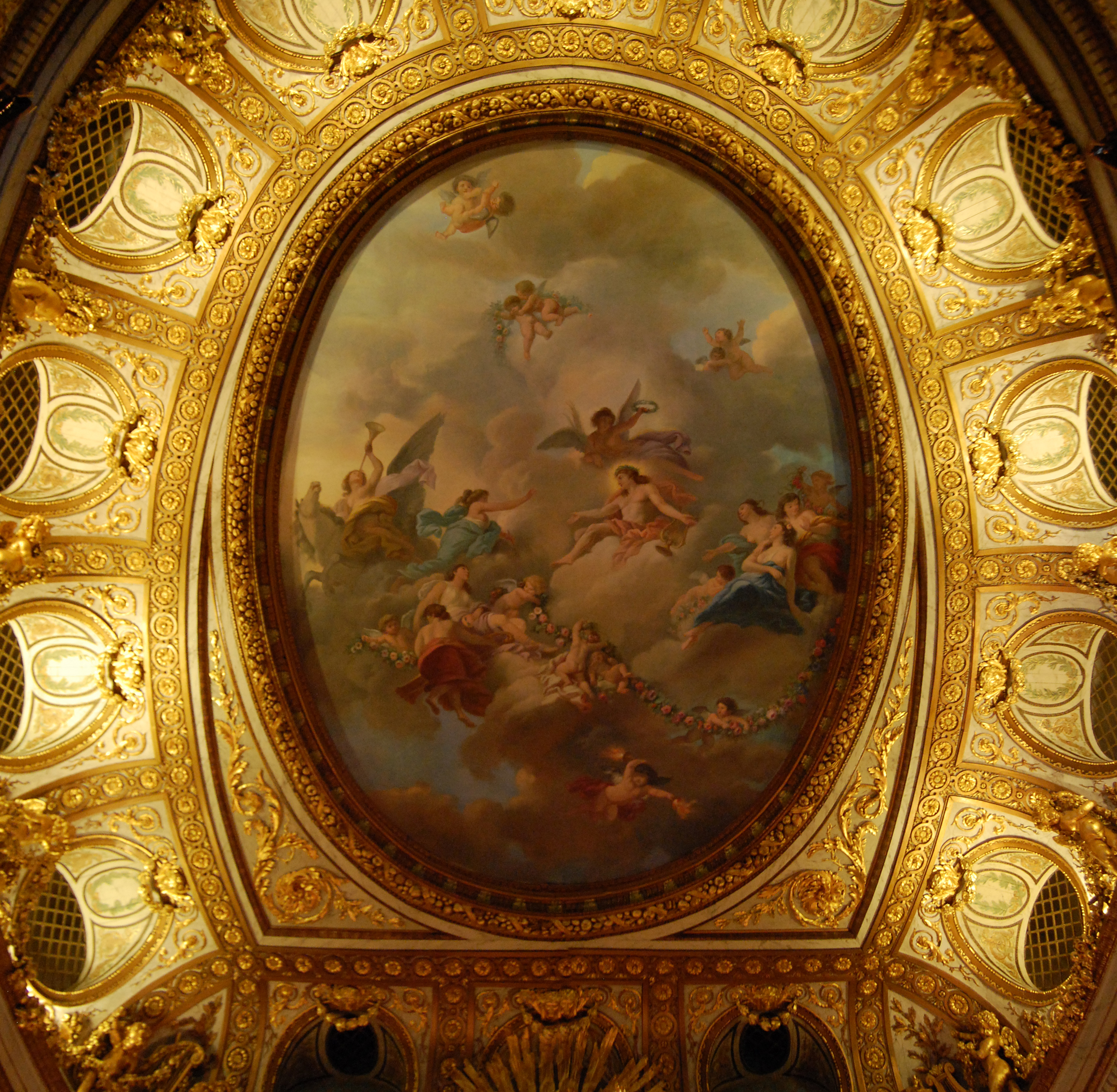
Una pintura del techo realizada por Lagrenée